# Drielobbige Amerikaanse dwergspin
De drielobbige amerikaanse dwergspin (Mermessus trilobatus) is een spinnensoort in de taxonomische indeling van de hangmatspinnen (Linyphiidae).
Het dier behoort tot het geslacht Mermessus. De wetenschappelijke naam van de soort werd voor het eerst geldig gepubliceerd in 1882 door James Henry Emerton.